# آسو، استونیا
آسو، استونیا (به لاتین: Aasu, Estonia) یک روستا در استونی است که در دهستان هالیالا واقع شده‌است.